# Mount Walsh
Mount Walsh är ett berg i Kanada. Det ligger i territoriet Yukon, i den västra delen av landet. Toppen på Mount Walsh är 4 507 meter över havet.
Den högsta punkten i närheten är Mount Steele, 5 073 meter över havet, 18,4 km nordväst om Mount Walsh. Det finns inga samhällen i närheten.
Trakten runt Mount Walsh är permanent täckt av is och snö.